# Уайтинг, Вэл
Валерия Оливия «Вэл» Уайтинг (англ. Valeria Olivia Whiting; в замужестве Реймонд (англ. Raymond); род. 9 апреля 1972 года в Саут-Ориндже, штат Нью-Джерси, США) — американская профессиональная баскетболистка, выступала в женской национальной баскетбольной ассоциации. Она была выбрана на драфте ВНБА 1999 года во втором раунде под общим 17-м номером командой «Детройт Шок». Играла на позиции тяжёлого форварда и центровой.

## Ранние годы
Вэл Уайтинг родилась 9 апреля 1972 года в городке Саут-Ориндж (штат Нью-Джерси), а выросла в городе Уилмингтон (штат Делавэр), где училась в Урсулинской академии, в которой защищала цвета местной баскетбольной команды.